# Estadio Santa Laura
Das Estadio Santa Laura ist ein Fußballstadion in der chilenischen Hauptstadt Santiago. Es bietet Platz für 22.000 Zuschauer und dient dem Verein Unión Española als Heimstadion.

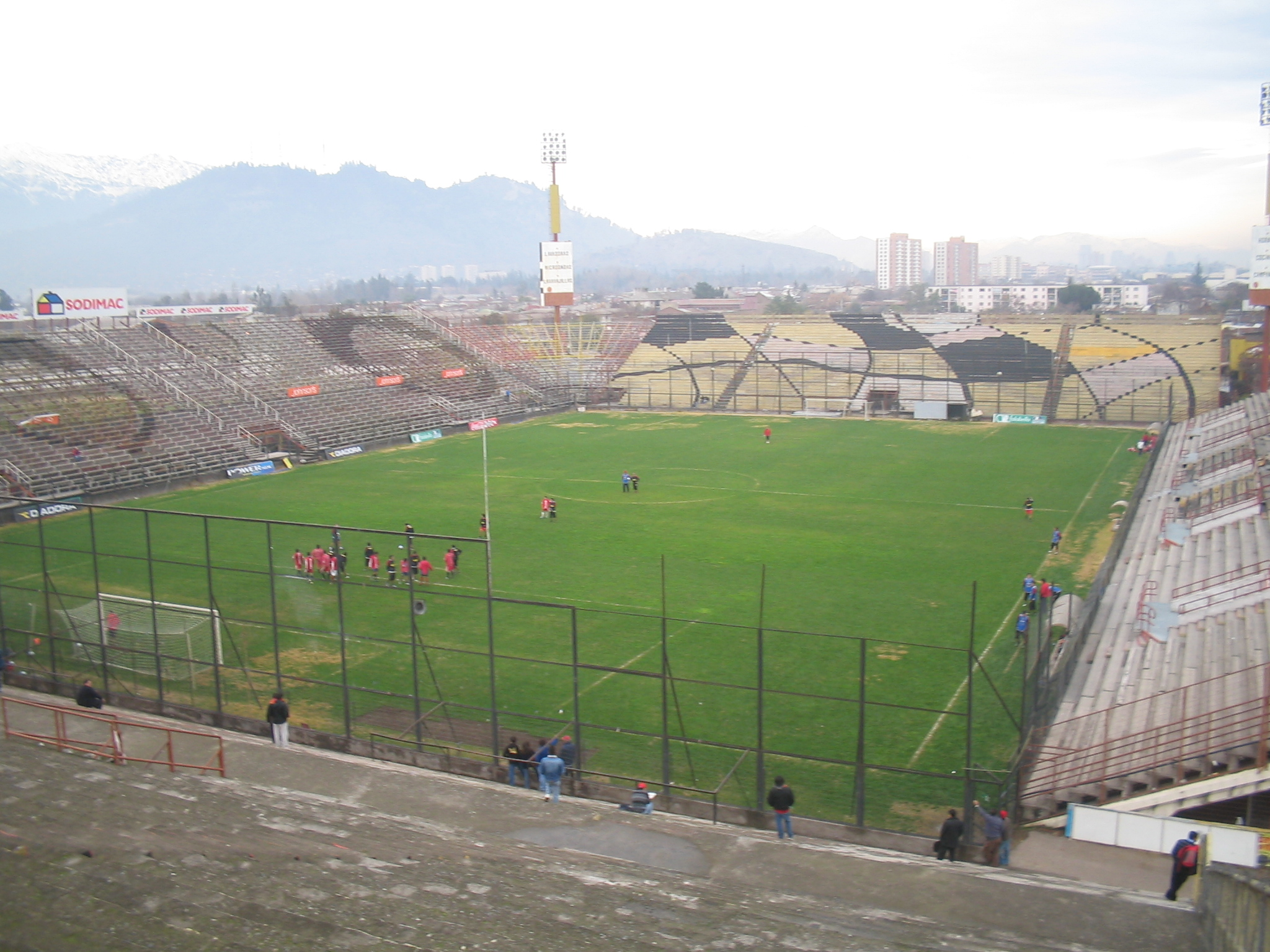
Das Stadion im Jahr 2007

Das Estadio Santa Laura wurde in den Jahren 1922 bis 1923 erbaut. Nach über einjähriger Bauzeit wurde es am 12. November 1923 mit dem Spiel Unión Española gegen Audax Italiano eröffnet. Das erste Ligaspiel im neuen Stadion stieg 1933, also zehn Jahre nach der Fertigstellung der Arena, zwischen Audax Italiano und Morning Star. Seit der Eröffnung des Estadio Santa Laura richtet der Verein Unión Española aus Santiago de Chile hier seine Heimspiele aus, wobei das Stadion zwischenzeitlich auch Austragungsort der Heimspiele anderer chilenischer Mannschaften war, wie zum Beispiel Audax Italiano in den 1930er-Jahren.
Das alte Estadio Santa Laura wurde 2005 abgerissen und durch ein Neues ersetzt, da an dem Ort, wo sich das alte Stadion befand, eine Einkaufskette eine Halle bauen wollte. Das neue Stadion wurde im Jahre 2009 modernisiert und weist derzeit eine Kapazität von 22.000 Zuschauerrängen auf.
Das Estadio Santa Laura diente auch schon einigen Musikern als Austragungsort für Konzerte. 1997 kam es bei einem Konzert von Deep Purple zum Einsturz eines Teils der Licht- und Tonanlage, bei dem 44 Menschen verletzt wurden.